# نیال ماهر
نیال ماهر (انگلیسی: Niall Maher؛ زادهٔ ۳۱ ژوئیهٔ ۱۹۹۵) بازیکن فوتبال اهل بریتانیا است.
از باشگاه‌هایی که در آن بازی کرده است می‌توان به باشگاه فوتبال بولتون واندررز و باشگاه فوتبال بلکپول اشاره کرد.